# Alec Bohm
Alec Bohm (Omaha, Nebraska, 3 de agosto de 1996) es un jugador profesional estadounidense de béisbol que se desempeña en la posición de tercera base en Philadelphia Phillies, equipo de las Grandes Ligas de Béisbol (MLB).

## Carrera
Fue seleccionado en la primera ronda en el Draft de la MLB de 2018. En 2020 hizo su debut profesional con el equipo Philadelphia Phillies, donde lleva jugando cinco temporadas.